# Wiedemannia andreevi
Wiedemannia andreevi är en tvåvingeart som beskrevs av Joost 1982. Wiedemannia andreevi ingår i släktet Wiedemannia och familjen dansflugor.
Artens utbredningsområde är Bulgarien. Inga underarter finns listade i Catalogue of Life.